# Zofia z Goździkowa i Pleszowa
Zofia z Goździkowa i Pleszowa Szydłowiecka herbu Łabędź (ur. ok. 1440, zm. ok 1505, Szydłowiec) – córka Andrzeja z Goździkowa herbu Łabędź i Elżbiety z Pleszowa herbu Sulima.

## Życiorys
Około 1464 roku Zofia wyszła za owdowiałego podówczas ochmistrza królewskiego Stanisława Szydłowieckiego. Zofia Szydłowiecka urodziła dziewięcioro potomków: Krzysztofa, Piotra, Pawła, Annę, Mikołaja, Barbarę, Marcina, Elżbietę oraz nieznaną z imienia córkę. 
W kilka lat po swoim ślubie zawarła ze swymi braćmi umowę co do utrzymania wuja i ciotki, na mocy której każde z rodzeństwa Zofii jak i ona sama zobowiązało się co najmniej na jeden rok wziąć pod opiekę i łożyć na ciotkę i wuja.
Zofia Szydłowiecka została zapamiętana jako kobieta głęboko wierząca i niezwykle hojna i pomocna dla ubogich ludzi, zwłaszcza swych bliskich, którym pożyczała pieniądze i dawała schronienie w swoich majątkach.
Zmarła około 1505 roku w Szydłowcu i została pochowana w farze św. Zygmunta przy mężu.